# Colegio La Inmaculada
El Colegio La Inmaculada es un centro escolar y también centro de acogida situado en la localidad de Armenteros (Salamanca), España.
Desde los años 1960 ha sido dirigido por el sacerdote Juan Trujillano, que también fue su fundador y que ha dedicado gran parte de su patrimonio familiar a sostener dicho centro. Se ha caracterizado por reunir a alumnos procedentes de situaciones difíciles, un 70% de ellos en régimen gratuito. Desde 1984 el Colegio pasó a depender de una Fundación, quedando desligado del Obispado de Salamanca.
En sus comienzos en los años 1960 acogió principalmente a hijos de familias españolas cuyos padres habían emprendido la emigración a otros países de Europa. Hoy la situación ha cambiado y los alumnos son en su mayoría niños de la inmigración hacia España desde el tercer mundo. En 2008 el Colegio reunía a 52 profesores, 776 alumnos de 34 nacionalidades y 50 trabajadores de administración y mantenimiento. En la actualidad cuenta con unos 300 alumnos.
Según enuncian los responsables del centro, éste concentra su atención a niños en las siguientes situaciones:
- Ámbito rural, atendiendo a niños de una zona muy despoblada y que ha visto un gran número de escuelas cerradas.
- Niños con retraso escolar.
- Niños que provienen de familias desestructuradas.
- Niños que proceden de la inmigración, en ocasiones tratándose incluso de menores que llegaron solos a España.
- Niños traídos expresamente desde países africanos y americanos.